# New Era Building

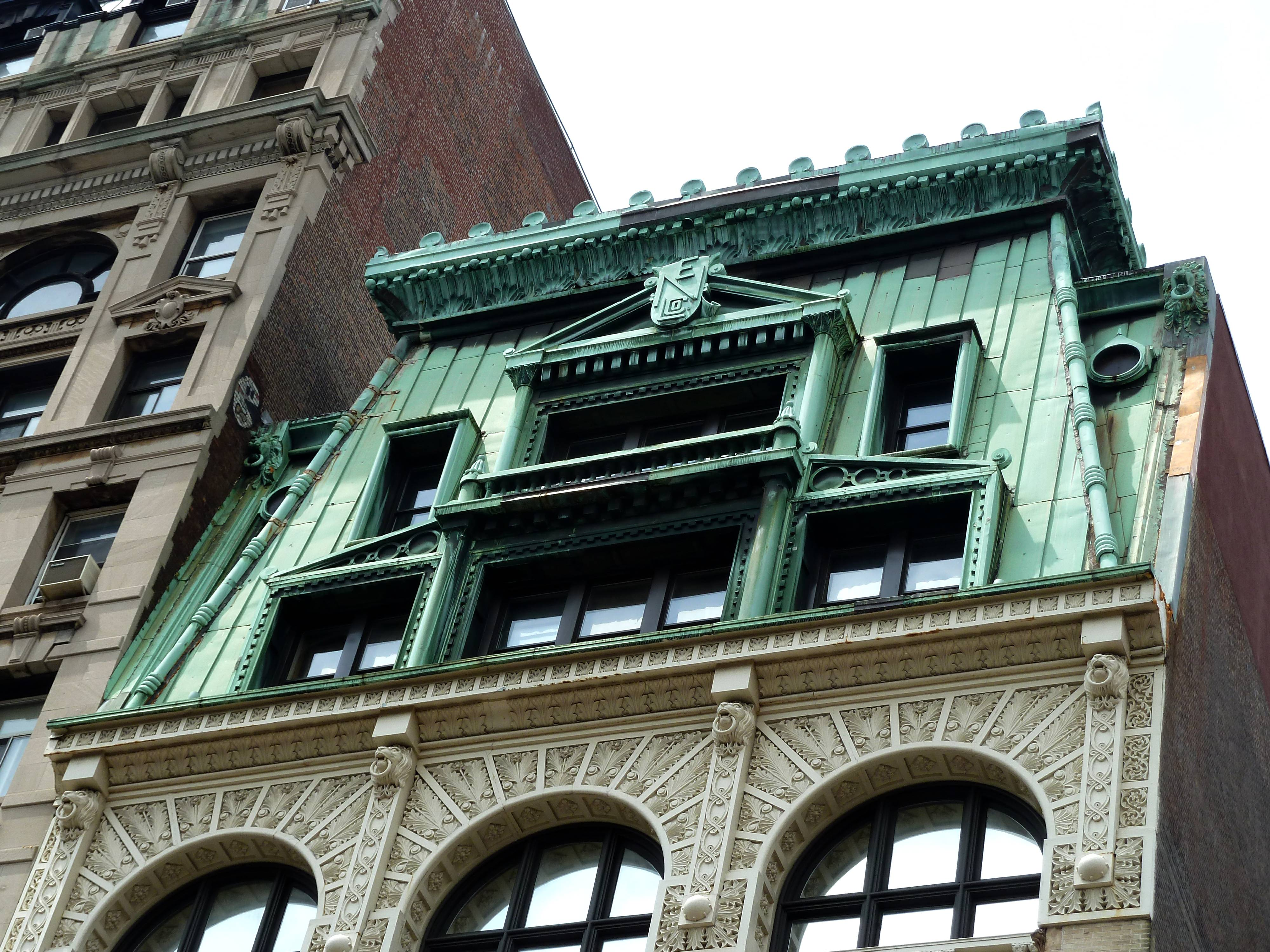
Détail du toit mansardé en cuivre et ornementation en fer du sixième étage

Le New Era Building est un loft commercial Art Nouveau de 1893 situé au 495 Broadway, entre Spring Street et Broome Street, dans le quartier SoHo de Manhattan à New York.

## Architecture
Le bâtiment de huit étages en brique et en maçonnerie a été décrit comme un "joyau" et un magnifique exemple d'architecture Art nouveau  . Évitant le style Beaux-Arts alors populaire, c'est l'un des rares et peut-être le plus ancien bâtiment Art Nouveau de Manhattan encore debout  . Quatre colonnes doriques arrondies semblent soutenir cinq étages avec trois rangées verticales de grandes fenêtres séparées par des briques et des ornements en fer, culminant en trois grandes arches au sixième étage. Celui-ci est surmonté d'un toit mansardé à deux étages en cuivre, désormais recouvert de vert-de-gris, qui rappelle l'architecture parisienne , .  
Le Swiss Institute Contemporary Art New York a occupé le loft du troisième étage de 1994 à 2011  . En septembre 2011, l'institut a déménagé au 18 Wooster Street, à proximité. 